# 양구 공수리 지석묘군
양구 공수리 지석묘군(楊口公須里支石墓群)은 대한민국 강원특별자치도 양구군 양구읍 하리, 선사박물관에 있는 청동기시대의 지석묘군이다. 1989년 5월 1일 강원특별자치도의 문화재자료 제109호로 지정되었다.

## 개요
지석묘는 청동기시대의 대표적인 무덤으로 고인돌이라고도 부르며, 주로 경제력이 있거나 정치권력을 가진 지배계층의 무덤으로 알려져 있다.
우리나라의 고인돌은 4개의 받침돌을 세워 돌방을 만들고 그 위에 거대하고 평평한 덮개돌을 올려 놓은 탁자식과, 땅속에 돌방을 만들고 작은 받침을 세운 뒤 그 위에 덮개돌을 올린 바둑판식으로 구분된다.
이 고인돌군은 강원도 양구군 양구읍 공수리 ‘주막거리’마을 앞 서천(西川)의 충적대지 위에 일렬로 분포되어 있으며, 모두 12기로 탁자식 5기, 바둑판식 7기이다. 강원대학교에서 실시한 지표조사에서 처음 확인되었으며, 발견된 10기 중 파괴정도가 심한 3기를 1987년 1차 발굴하였다. 그 후 1992년 실시한 2차 발굴조사 때 새로 1기가 발견되었다. 덮개돌의 크기는 가장 큰 것이 길이 4.48m, 너비 2.28m이고, 가장 작은 것은 길이 1.43m, 너비 1.19m이다.
이 고인돌군은 파로호의 수위(水位)에 따라 지속적으로 훼손되어 왔기 때문에 현재는 양구선사박물관 야외부지로 이전하였다.

## 같이 보기
- 양구선사박물관

## 참고 자료
- 양구공수리지석묘군 - 국가유산청 국가유산포털